# The Sirens
The Sirens foi um supergrupo formado em 2014 e composto pelas cantoras Anneke van Giersbergen, Liv Kristine e Kari Rueslåtten, mais conhecidas por terem sido precursoras da cena do metal gótico com vocais femininos na Europa no início da década de 1990.

## História
Em 1992, a cantora norueguesa Kari Rueslåtten se juntou à banda de doom metal experimental The 3rd and the Mortal, com a qual lançou o notório álbum Tears Laid in Earth (1994). Paralelamente, sua conterrânea Liv Kristine integrava a formação do conjunto de metal gótico Theatre of Tragedy em 1993, participando de diversos discos importantes para a cena musical. Enquanto isso, Anneke van Giersbergen adentrou a banda The Gathering dos Países Baixos em 1995. Com suas trajetórias nos respectivos grupos, as três vocalistas ficaram conhecidas como precursoras da primeira geração de bandas de metal com vocais femininos, que mais tarde viriam a influenciar grupos como Nightwish, Within Temptation e After Forever.
No entanto, o projeto só teve início após um encontro entre Anneke e Liv durante o festival Masters of Rock na República Tcheca em 2013. Segundo Van Giersbergen, as cantoras já se conheciam e sempre tiveram o interesse de trabalharem juntas, embora a oportunidade nunca tivesse aparecido. Nesse mesmo período, ela também estava em contato com Rueslåtten, que havia retomado a sua carreira após alguns anos afastada do cenário musical, para cantar em uma das faixas de seu álbum solo Drive (2013).
Com isso, o trio decidiu formar o The Sirens, que teria como foco principal fazer apresentações ao vivo tocando canções clássicas de suas ex-bandas, bem como material de suas respectivas carreiras solo. No entanto, algumas faixas inéditas chegaram a ser gravadas em estúdio, como "Sisters of the Earth", "Embracing the Seasons" e "Fearless", todas produzidas pelo marido de Kristine, Alexander Krull (Atrocity, Leaves' Eyes).
Acompanhadas por uma banda ao vivo, o trio excursionou pela Europa e América Latina entre 2014 e 2015. Contudo, o projeto foi encerrado algum tempo depois em 2016 devido aos demais compromissos musicais e pessoais das cantoras.

## Formação

### Membros finais
- Anneke van Giersbergen – vocais (2014–2016)
- Liv Kristine – vocais (2014–2016)
- Kari Rueslåtten – vocais (2014–2016)

## Discografia
Canções originais
- "Sisters of the Earth" (2014)
- "Embracing the Seasons" (2014)
- "Fearless" (2015)